# Saaldorf-Surheim
Saaldorf-Surheim è un comune tedesco di 5 600 abitanti situato nel land della Baviera.